# Rochuskapelle (Eslohe)

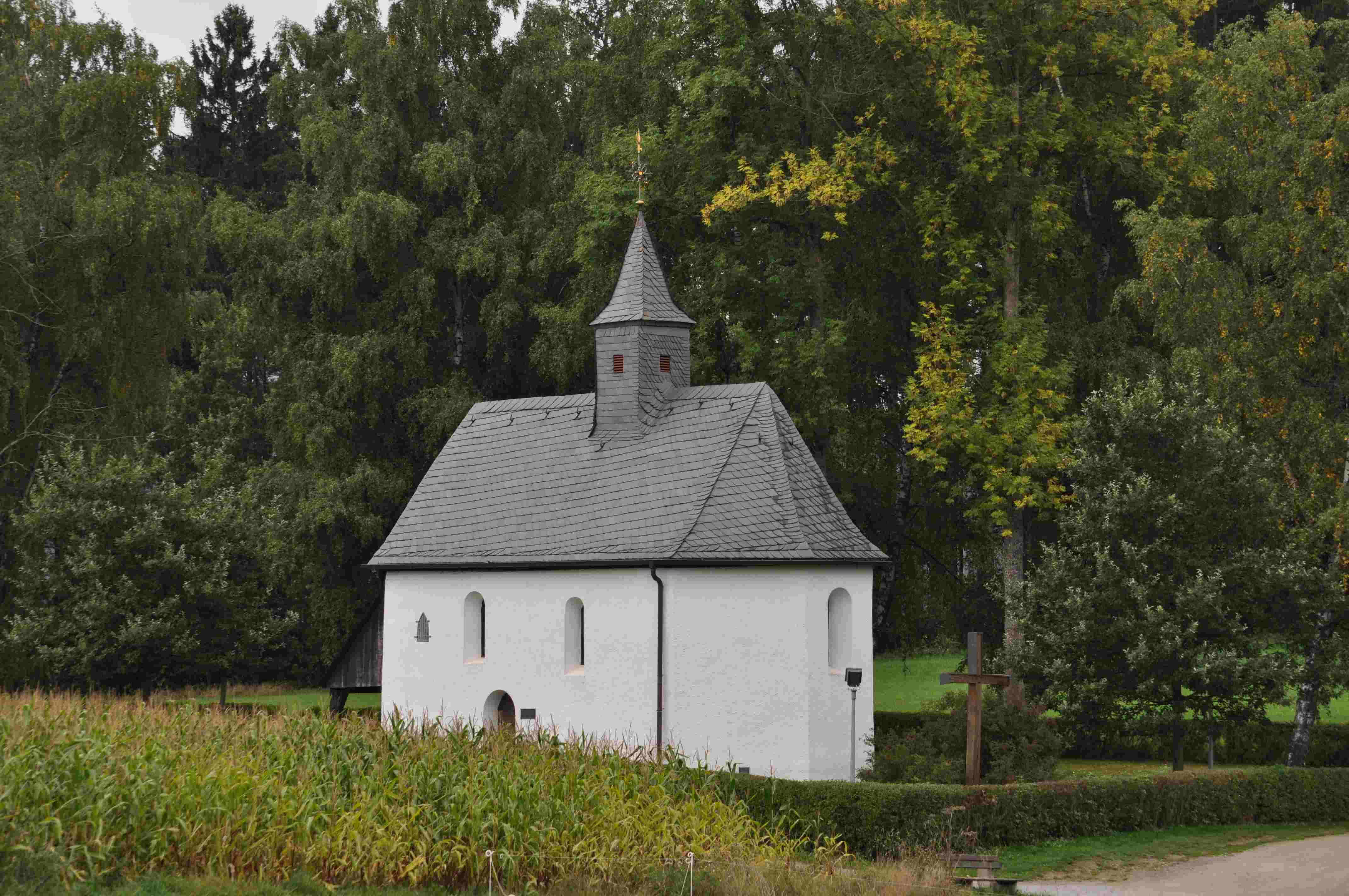

Die Rochuskapelle ist ein denkmalgeschütztes Kirchengebäude am Rochusweg in Eslohe im Hochsauerlandkreis (Nordrhein-Westfalen).

## Geschichte und Architektur
Die außerhalb des Ortes gelegene Prozessionskapelle auf dem Steltenberg ist ein kleiner, verputzter Saalbau. Sie wurde 1637 errichtet und 1947 konsekriert. Sie ist mit einem Dachreiter bekrönt, in dem eine Bronzeglocke von 1769 hängt. Der dreiseitige Schluss ist innen gerundet. Die Holzdecke ist verputzt. Ein fragmentarisch erhaltener Wandmalereizyklus in gemalter Rollwerkrahmung wurde 1968/69 zwischen den Fenstern aufgedeckt. Es sind Passions- und Märtyrerszenen sowie Heilige dargestellt. Die Westempore mit Flachschnitzerei ist mit 1637 bezeichnet. In einer kleinen Spitzbogennische in der Außenmauer steht eine Figur des hl. Rochus. 1967 wurden aus der Gruppe der Vierzehn Nothelfer vier Figuren gestohlen und später wiedergefunden. Diese Plastiken stehen derzeit in der St.-Isidor-Kapelle in Niedereslohe.